# Талос (ЗРК)
Талос (на английски: Talos) е американски корабен зенитно-ракетен комплекс с далечен радиус на действие. Създаден е през 1958 г., първите негови носители стават трите крайцера от типа „Галвистън“, преоборудвани в периода 1958 – 1961 г.

## Състав на комплекса
В състава на ЗРК „Талос“ влизат следните съставни части:
- Система за управление на огъня Mk 77:
  - 2 РЛС за съпровождане и подсветка на целите AN/SPG-49;
  - 2 РЛС за управление на ракетите AN/SPW-2;
  - 1 Компютър за управление на стрелбата Mk 111;
  - 1 Компютър за изчисляване на траекториите PDP-8.
- 1 Пускова установка:
  - Mk 7 (на крайцерите от типа „Галвистън“);
  - Mk 12 (на „Лонг Бийч“ (USS Long Beach (CGN-9[~ 1])) и крайцерите от типа „Олбани“).
- Зенитните ракети RIM-8 „Талос“ в погреб на пусковата установка.

Освен това, ЗРК взаимодейства с някои системи на кораба, не влизащи в неговия състав:
- Радарът за въздушен обзор AN/SPS-43 – дава целеуказанието за ЗРК „Талос“;
- Трикоординатният радар за съпровождане AN/SPS-30 – при първоначалното целеуказание дава информацията за височината на целите;
- Радарът за обзор на повърхността AN/SPS-10 – осигурява целеуказание по надводни цели;
- Радарът за управление на артилерийския огън Mk 37 – алтернативен източник на целеуказания по надводни цели.

## Принцип на насочване на ракетата
Към 1945 г. теорията за автоматичното насочване на ракета към цел се намира е в зародиш. През 1925 г. за първи път е предложен принципът за насочване на ракета с помощта на светлинен лъч. Ракета, с поставени в опашната част фотоелементи, се изстрелва в лъча на прожектор, който се насочва от наземна станция по самолета на противника. По сигналите на фотоелементите ракетата изработва управляващи сигнали за рулите, които удържат ракетата в лъча на прожектора и в края на краищата я водят към физически контакт с целта. В годините на Втората световна война във Великобритания се разработва управляемата ракета Brakemine, която се насочва към въздушната цел с помощта на лъча на радара. Нито един от тези проекти не е доведен до работоспособно устройство, а принципите за насочване на ракети на голяма (100 и повече км) отдалеченост въобще не са известни.
Проектът „Bumblebee“, в рамките на който се създава ракетата „Талос“, предполага да се използва същия този принцип за насочване по лъча на радара (в литературата този принцип понякога се нарича „оседлан лъч“). Главният недостатък на това решение се състои в това, че ширината на лъча на радара се увеличава с отдалечеността, за това насочването е възможно само на такива разстояния, където ширината на лъча не надминава радиуса на поражение на бойната глава на ракетата. За увеличаване на максималната далечина на прихващане до 100 и повече мили е решено да се съчетае управлението по лъч на маршевия участък от траекторията със самонасочване във финалната фаза на прихващането.
Техническата реализация на принципа за самонасочване представлява само по себе си отделен проблем. На ракетата не успяват да поставят достатъчно мощен предавател, който да позволи на главата за самонасочване да захване целта на разстояние 20 и повече км, за това е решено да се използва принципът на полуактивно самонасочване – на ракетата се поставя само приемник, облъчването на целите се осъществява от мощен излъчвател, поставен на кораба-носител.
В най-простия случай насочването по лъч изисква използването на един радар – в този случай радарът за съпровождане на целите едновременно изпълнява функцията насочване на ракетата. Обаче този метод е малоефективен при прихващане на скоростни маневриращи обекти, когато бързо се изменя азимутът и/или ъгълът на мястото на целта. Следвайки лъча на радара, ракетата постоянно се намира отзад на целта, а от друга страна, от гледна точка ефективност на прихващането, следва да се насочва ракетата с известно изпреварване. В противен случай ракетата може да не настигне по-скоростната цел или напълно да изразходва горивото си при прихващане на по-ниско скоростна. От тази гледна точка е целесъобразно да се разделят съпровождането на целите и управлението на ракетата. За това в ЗРК „Талос“ във всеки от двата канала се използват по два радара – AN/SPG-49 и AN/SPW-2.

### Фази на прихващането
Прихващането на целта се състои от три фази, съответно, траекторията на ракетата се дели на три участъка:
- Участък на ускоряването – от пуска до изхвърлянето на отработилия ракетен ускорител и включването на маршевия двигател;
- Маршеви участък – от включването на маршевия двигател до преминаването на ракетата в режим самонасочване;
- Финален (терминален) участък – от преминаването на ракетата в режим самонасочване до поразяването на целта.

### Участък на ускоряване
Преди старта системата ориентира жироскопите. Съвместно със съответстващия контур на управление един от жироскопите осигурява неизменността на направлението на движението на ракетата по време на работата на ракетния ускорител, а друг удържа в течение на целия полет нулев ъгъл на крен.
След пуска на твърдогоривния ускорител ракетата излита от пусковата установка и продължава да се движи в направление, зададено от първоначалното положение на направляващата. Жироскопната система осигурява в течение на фазата на ускоряване отклонение от първоначалното направление не повече от 5°. Това е необходимо, за да може в края на ускорителния участък ракетата да се окаже в лъча на радара за насочване AN/SPW-2, който на маршевия участък от траекторията ще насочва ракетата по целта. Съответно, лъчът на радара за насочване трябва да е достатъчно широк (не по-малко от 10°), за това при близък към хоризонталния ускорителен участък на ракетата възникват смущения, свързани с отразаването на сигнала на радара от повърхността на водата. Това налага ограничения на ъгъла на подем на направляващата при пуска. Ракетата може да бъде пусната при ъгли на възвишение в пределите на 25 – 55°.
Управлението на ракетата на ускорителния участък има някои особености. Тъй като крилото, разчетено за свръхзвукови скорости, е малоефективно на дозвуков полет, коефициентите на усилване в контурите на управление на началния стадии на полета са завишени 2,6 пъти. 1,75 секунди след старта, когато ще бъде достигната свръхзвуковата скорост, системата автоматично ще намали коефициентите на усилване до нормалното им ниво. Предвидена е също защита на приемното устройство от мощния сигнал на радара, който на неголеми дистанции може да извади от строй чувствителната електроника. Приемната антена при старта е покрита с тънък защитен кожух от сплав с ниска температура на разтопяване. На ускорителния участък ракетата се загрява от триенето с въздуха, защитният кожух се стопява, и към момента на излизането на ракетата на маршевия участък, антената на приемното устройство е готова за работа в щатен режим.

### Маршеви участък
Маршевият участък от траекторията започва с отделянето на стартовия ускорител и пуска на реактивния двигател на втората степен. Системата за управление в тази фаза от прихващането се превключва от режим стабилизация на направлението на движение в режим следване на лъча на радара за насочване. В този момент ракетата се намира в лъча на радара AN/SPW-2, поставен на кораба-носител. Приемникът на сигналите за управление на ракетата приема сигналите на радара и ги предава на системата за управление, която привежда ракетата в оста на симетрия на лъча. Когато става хващането на ракетата от радара за управление, с цел увеличаване на точността на насочването, системата намалява ширината на направляващия лъч.
На този стадии от прехващането коефициентът на усилване в контура на управление е направен зависим от налягането на въздуха, тъй като от него зависи плътността на атмосферата и, съответно, ефективността на рулите. Благодарение на това скоростта на реакция на ракетата спрямо управляващите сигнали не зависи от височините на полета.
В процеса на насочване оста на лъча се отклонява от точката, към която следва да се движи ракетата, извършвайки конично движение около нея с честота 30 оборота в секунда. Ширината на лъча и отклонението на неговата ос от целевото направление съставляват, съответно, 3° и 0,85° (по други данни – 4° и 2°). РЛС за насочване, работеща в диапазона 5 – 6 GHz, генерира групи от три импулса с къс интервал между импулсите и дълъг интервал между групите. Времевия интервал между групите се мени в зависимост от това, в каква фаза от коничното сканиране се намира лъча, в резултат на което честотата на повторение на групите импулси се мени от 850 до 950 Hz. Максималната честота на повторение 950 Hz се достига в този момент, когато лъчът се намира в лявата горна позиция относително оста на въртене, а минималната честота 850 Hz – в дясната долна позиция относително кораба. Така се формира честотно-модулиран импулсен сигнал с честота на модулацията 30 Hz и вариация на честотата 850 – 950 Hz. На основа на този сигнал приемникът на ракетата формира опорен синусоидален сигнал с честота 30 Hz, който се използва като еталонна честота при определянето на фазовото преместване на сигналите.
За различното положение на ракетата в зоната на действие на насочващия лъч картината на приемания сигнал е различна. В общия случай амплитудата на приеманите импулси се мени синусоидално. Максималната величина на импулсите също зависи от положението на ракетата. Ако ракетата се намира на окръжността, по която сканира пространството оста на лъча, тази величина е максимална. Колкото е по-близко разположена ракетата към оста на въртене на лъча, толкова тази величина е по-малка. Така, системата за управление на ракетата получава от РЛС за насочване:
- Опорен синусоидален сигнал с честота 30 Hz, определян от честотен детектор;
- Синусоидален сигнал с честота 30 Hz, определян с амплитуден детектор. Преместването на фазата на този сигнал относително опорния съответства на направлението на преместването на ракетата от целевото направление;
- Постоянен сигнал, определян с амплитуден детектор. Колкото е по-голяма величината на този сигнал, толкова по-силно се е отклонила ракетата от целевото направление.

Изчислявайки вектора на отклонение на ракетата от целевото направление, системата за управление изработва сигнали за рулите, които привеждат ракетата в нужната траектория.
Тъй като на корабът може да има няколко станции за насочване, и в полет може едновременно да се намират няколко ракети, е необходимо да се различават сигналите на различните станции за насочване. Идентификационен признак на станциите са интервалите между импулсите в триимпулсните групи.
Сигналът на радара за насочване, приет от ракетата, се ретранслира обратно от антена, поставена в опашната част. Този сигнал се приема от радара AN/SPW-2 и се използва за изчисляване на далечината и ъгловите координати на ракетата с цел тяхното използване при разчета на траекторията за насочване. Компенсирането на люлеенето на кораба се осъществява от системата за насочване, която внася поправки в управляващите сигнали в съответствие със сигнала на жироскопния датчик.
Примерно 10 секунди преди срещата с целта ракетата по сигнал от кораба-носител се превключва в режим на самонасочване.

### Финален участък
Във финалния стадий от прихващането ракетата се насочва към целта в режим на полуактивно самонасочване, ръководейки се от отразения от целта сигнал на радара AN/SPG-49, който преминава в режим на непрекъснато излъчване.
Насочването се осъществява чрез поддържането на постоянен курсов ъгъл на целта относително ракетата. Благодарение на това ракетата лети не точно към целта, а по по-оптимална траектория с изпреварване в точката, където при дадената скорост на ракетата и целта трябва да стане тяхната среща. 4 интерферометрични датчика в челната част на ракетата приемат сигналите от целта, определяйки нейните ъглови координати. При изменение в ъгловите координати на целта системата за управление на ракетата изработва управляващо въздействие за рулите, които поддържат постоянен курсов ъгъл към целта.

## Тактико-технически характеристики
Комплексът има следните характеристики:
- Зона на поразяване:
  - по далечина – 105 км
  - по височина – 28 км
- Скорост на ракетата – 2,5 М
- Маса на ракетата:
  - без ускорителя – 410 кг
  - с ускорител – 3175 кг
- Управление:
  - маршеви участък – по радиолъч
  - финален участък – полуактивно радиолокационно самонасочване
- Бойна част:
  - ядрена – W30
  - осколъчно-фугасна – 136 кг

## Кораби-носители
- Ракетни крайцери тип „Галвистън“
- Ракетни крайцери тип „Олбани“
- USS Long Beach (CGN-9)

### Хронология
В таблицата за корабите със ЗРК „Талос“ са указани датите на влизането им в строй след реконструкцията, свързана с поставянето на ЗРК, и датата на свалянето на ЗРК от въоръжение по причина демонтаж (отбелязано в забележката) или изваждането на кораба от състава на флота.
| Кораб                 | Тип         | ПУ        | Радари SPG-49 | ЗРК в строй | ЗРК отписан    | Забележка        |
| --------------------- | ----------- | --------- | ------------- | ----------- | -------------- | ---------------- |
| CLG-3 „Галвистън“     | „Галвистън“ | 1 × Mk 7  | 2             | 28.05.1958  | 25.05.1970     |                  |
| CLG-4 „Литъл Рок“     | „Галвистън“ | 1 × Mk 7  | 2             | 03.06.1960  | 22.11.1976     |                  |
| CLG-5 „Оклахома Сити“ | „Галвистън“ | 1 × Mk 7  | 2             | 07.09.1960  | 15.12.1979     |                  |
| CGN-9 „Лонг Бийч“     | „Лонг Бийч“ | 1 × Mk 12 | 2             | 09.09.1961  | 1978           | ЗРК е демонтиран |
| CG-10 „Олбани“        | „Олбани“    | 2 × Mk 12 | 4             | 03.11.1962  | 29.08.1980     |                  |
| CG-11 „Колумбус“      | „Олбани“    | 2 × Mk 12 | 4             | 01.12.1962  | 31 януари 1975 |                  |
| CG-12 „Чикаго“        | „Олбани“    | 2 × Mk 12 | 4             | 02.05.1964  | 01.03.1980     |                  |

## Оценка на проекта
ЗРК „Талос“ има ограничена употреба поради голямата маса на ракетата, пусковата установка и съпътстващата електронна апаратура. Двуканалната система изисква наличие на четири радара (два AN/SPG-49 и два AN/SPW-2). поставянето на тази система е възможна само на кораби с голяма водоизместимост, но даже кораби от класа на тежък крайцер изпитват проблеми с устойчивостта поради голямата маса на оборудването, поставена в надводната част на кораба.

## Съдба на проекта
ЗРК „Талос“ спира да се използва във ВМС на САЩ през 1976 г. На крайцера „Лонг Бийч“ ЗРК е демонтиран през 1978 г., на останалите кораби той остава до изваждането на кораба от състава на флота. Последният кораб, носещ ЗРК „Талос“, е крайцера „Олбани“, изваден от състава на флота през август 1980 г. На смяна на „Талоса“ идват ракетите RIM-67 Standard, които се изстрелват от пусковата установка Mk 10 с по-малък размер.
Неизразходваните към 1976 г. ракети „Талос“ са конвертирани в свръхзвуковите ракети-мишени MQM-8G „Вандал“. Запасът от тези ракети е изчерпан към 2008 г.

## Коментари
1. ↑  Буквите показват принадлежността към определен класː ВВ – линкор, СС, CL, СА – съответно линеен, лек или тежък крайцер, CV – самолетоносач, DD – разрушител, SS – подводница и т.н.